# Makigumo (1941)
Makigumo (巻雲, まきぐも, マキグモ) – japoński niszczyciel z okresu II wojny światowej, typu Yūgumo. Służył od marca 1942, uczestnik bitwy pod Midway po której jego załoga dopuściła się zbrodni wojennych na pojmanych amerykańskich jeńcach, został zatopiony w lutym 1943 pod Guadalcanalem.

## Historia
Stępkę pod budowę okrętu położono 23 grudnia 1940 w stoczni Fujinagata w Osace, kadłub wodowano 5 listopada 1941 (numer budowy 117). Okręt był zamówiony i wszedł do służby jako drugi z okrętów typu Yūgumo, 14 marca 1942. Nazwa oznacza „Chmury Cirrus„ lub „Toczące się chmury”

## Służba
Pierwszym i jedynym dowódcą był kmdr. por. Isamu Fujita. Po wejściu do służby okręt został przydzielony do 10. Dywizjonu niszczycieli działającego w składzie 10. Flotylli niszczycieli 1. Floty Powietrznej. Pierwszą akcją okrętu była eskorta lotniskowców podczas bitwy pod Midway 3-5 czerwca 1942. Wraz z „Kazagumo” asystował uszkodzonemu lotniskowcowi „Hiryu”, a następnie przejmował z niego załogę i 5 czerwca o 5.10 rano za pomocą dwóch torped wz. 93 zatopił lotniskowiec „Hiryū”. Doznał niewielkich uszkodzeń masztu przy podejściu do burty „Hiryu”. 15 czerwca 1942 roku załoga niszczyciela dopuściła się zbrodni wojennej, wyrzucając za burtę okrętu dwóch podjętych z wody amerykańskich lotników z bombowca nurkującego Douglas SBD Dauntless z eskadry VS-6 lotniskowca USS „Enterprise” (CV-6). Piloci Ci – Frank O’Flaherty i Bruno Gaido – zostali zestrzeleni lub zmuszeni do przymusowego wodowania z braku paliwa po ataku VS-6 na lotniskowiec „Kaga”, zostali następnie podjęci z wody przez niszczyciel „Makigumo”, po czym poddani na pokładzie torturom. 15 czerwca obaj zostali wyrzuceni za burtę z przywiązanymi do ich nóg obciążeniami.
14 lipca 10. Dywizjon został przydzielony do Trzeciej Floty i w sierpniu „Makigumo” został skierowany na obszar walk toczonych wokół Guadalcanalu w archipelagu Wysp Salomona, przebazowując z Kure w Japonii do Truk. 25 sierpnia osłaniał lotniskowce zespołu uderzeniowego adm. Chūichi Nagumo podczas lotniczo-morskiej bitwy koło wschodnich Salomonów. We wrześniu patrolował na północ od Wysp Salomona, następnie 1 października przebazował na wyspę Shortland w archipelagu Wysp Salomona.
3, 6 i 9 października brał udział w nocnych rejsach zaopatrzeniowych z Shortland na Guadalcanal (tzw. Tokyo Express). 26 października wziął udział w lotniczo-morskiej bitwie koło Santa Cruz, w eskorcie zespołu straży przedniej admirała Abe. Asystował niszczycielowi „Akigumo” dobijającemu uszkodzony amerykański lotniskowiec USS „Hornet”. 10 listopada ponownie wziął udział w rejsie zaopatrzeniowym na Guadalcanal.

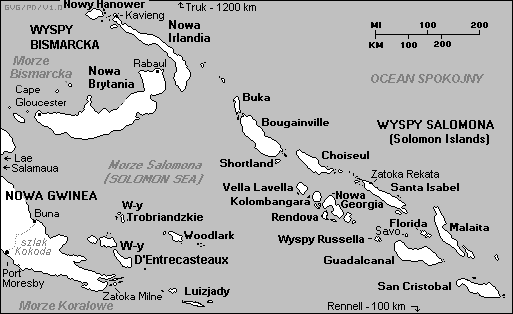
Rejon Wysp Salomona

Brał udział w bitwach pod Guadalcanalem, eskortując zespół admirała Shoji Nishimury (ciężkie krążowniki „Maya” i „Suzuya”) bombardujący w nocy 13-14 listopada 1942 lotnisko na wyspie. W drodze powrotnej 14 listopada wraz z „Kazagumo„ ratował rozbitków z krążownika „Kinugasa”, zatopionego przez lotnictwo w rejonie Rendovy.
17 i 22 listopada brał udział w rejsach zaopatrzeniowych do Buny (Nowa Gwinea), a następnie 28-29 listopada w kolejnym rejsie, przerwanym na skutek ataków lotnictwa amerykańskiego. Został przy tym lekko uszkodzony bliskimi trafieniami bomb. W tym okresie pełnił też inne zadania eskortowe. Od 23 grudnia 1942 udał się do Japonii na remont trwający do początku stycznia 1943 i 27 stycznia powrócił na wyspę Shortland.
1 lutego 1943, podczas rejsu ewakuacyjnego garnizonu Guadalcanalu, wykonując uniki przed amerykańskimi kutrami torpedowymi, został uszkodzony na minie (5 zabitych, 7 rannych). Został następnie dobity torpedą przez japoński niszczyciel „Yugumo”, który przejął z niego 237 rozbitków, łącznie z dowódcą. „Makigumo” zatonął w  rejonie pozycji 9°15′S 159°47′E/-9,250000 159,783333, między wysepką Savo a Guadalcanalem. Oficjalnie został skreślony z listy floty 1 marca 1943.

## Dane techniczne
Dane techniczne, konstrukcja i opis - w artykule głównym niszczyciele typu Yūgumo
Uzbrojenie
- 6 dział kalibru 127 mm Typ 3 w wieżach dwudziałowych typu „D” (3xII).
  - długość lufy – L/50 kalibrów, kąt podniesienia -7°+75°, masa pocisku 23 kg, donośność 18,3 km
- 4 działka przeciwlotnicze 25 mmTyp 96 (2xII)
- 8 wyrzutni torpedowych 610 mm (2xIV, 16  torped typu 93)
- 4 miotacze bomb głębinowych (36 bomb głębinowych)